# Aphytis liangi
Aphytis liangi är en stekelart som beskrevs av Huang 1994. Aphytis liangi ingår i släktet Aphytis och familjen växtlussteklar. Inga underarter finns listade i Catalogue of Life.